# Wielki Chocz

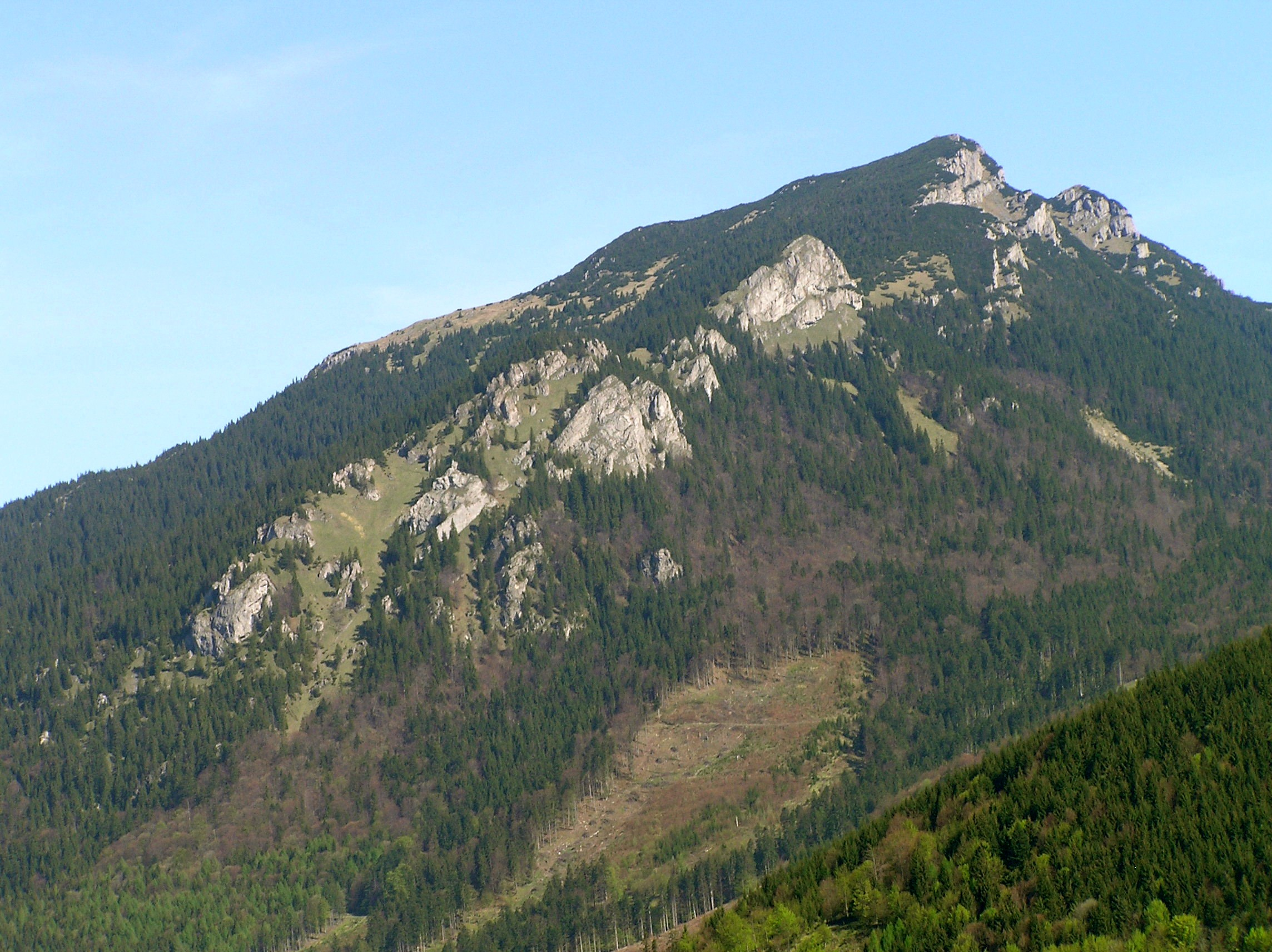
Szczyt Wielkiego Chocza, widok z Liptowa

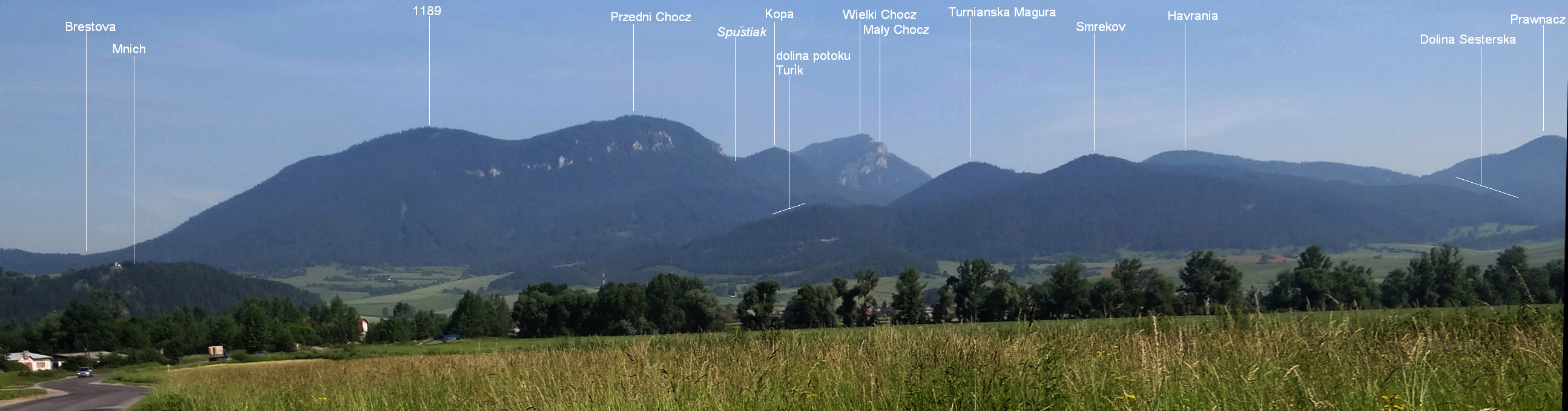
Grupa Wielkiego Chocza z opisanymi szczytami

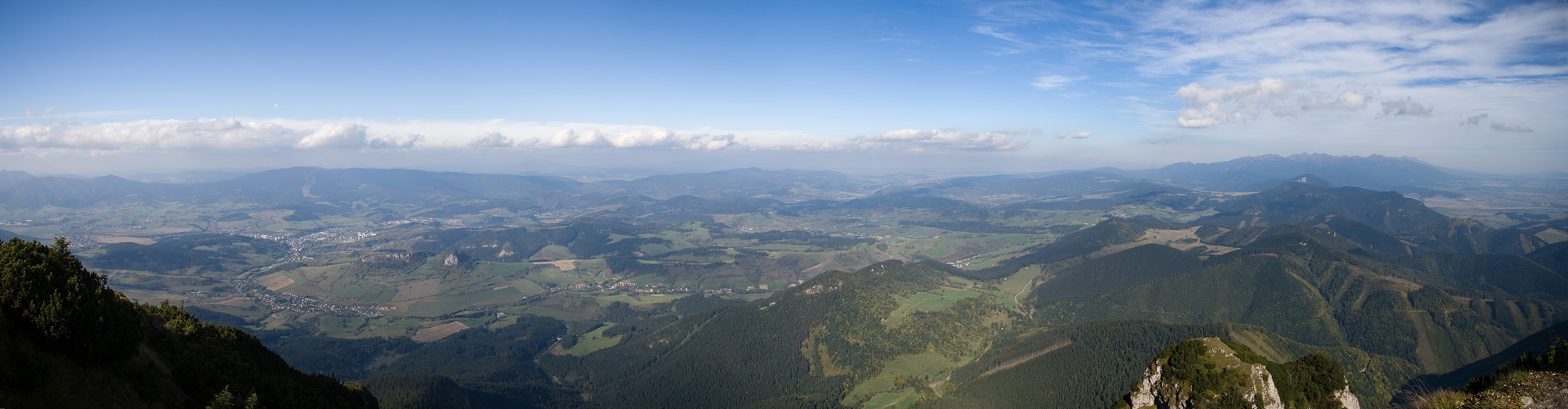
Panorama 180 st. z Wielkiego Chocza na północny zachód, północ, północny wschód

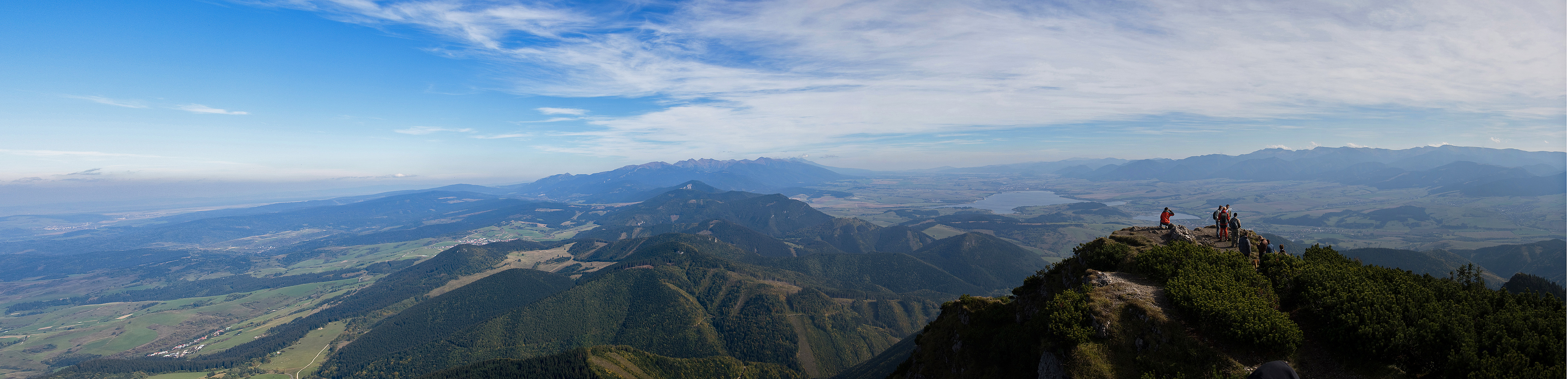
Panorama z Wielkiego Chocza na wschód

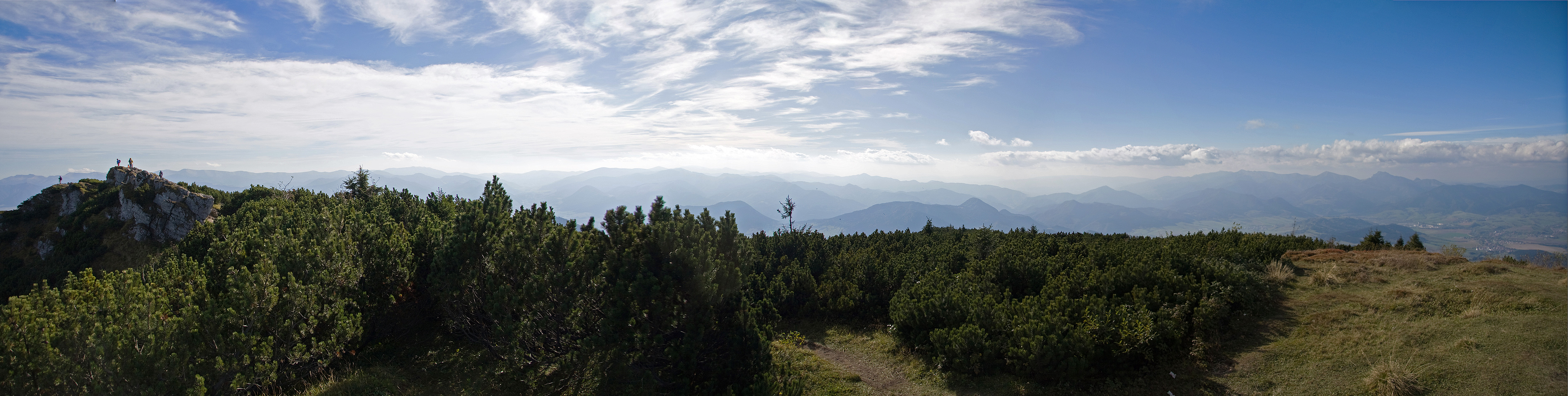
Panorama 180 st. z Wielkiego Chocza na południowy wschód, południe, południowy zachód

Wielki Chocz (słow. Veľký Choč, 1608 m) – kulminacja Grupy Wielkiego Chocza i najwyższy szczyt całych Gór Choczańskich w Łańcuchu Tatrzańskim w Centralnych Karpatach Zachodnich na Słowacji.

## Położenie
Wielki Chocz leży w zachodniej części Gór Choczańskich. W skład masywu wchodzą także: Mały Chocz (Malý Choč, 1465 m) na pd.-wsch. od głównego szczytu, oddzielony od niego halną przełączką Vráca (1422 m); mało wybitny i zalesiony Zadni Chocz (Zadný Choč, 1288 m) na pd.-zach. od Wielkiego Chocza, pod którym na Zadniej Polanie istniało w latach międzywojennych małe schronisko turystyczne, tzw. Hviezdoslavova útulňa; kształtna Kopa (1217 m) w grzbiecie na pd.-wsch. od zadniego Chocza oraz widokowy Przedni Chocz (Predný Choč, 1249 m) na pd.-zach. od Kopy, oddzielony z kolei od niej przełęczą Spuštiak (słow. Sedlo Spuštiak, 1095 m).
Szerokie siodło grzbietowe u zachodniej podstawy Wielkiego Chocza zajmuje duża Pośrednia Polana z szałasem oraz skrzyżowaniem szlaków turystycznych.

## Geologia – morfologia
Wielki Chocz ma kształt pochylonej piramidy. Wznosi się około 900 m ponad okoliczne doliny. Podstawę masywu Chocza tworzą stosunkowo miękkie kredowe wapienie i łupki, należące do tzw. płaszczowiny kriżniańskiej. Dzięki temu stoki owej podstawy są stosunkowo łagodne. Górna część masywu zbudowana jest ze skał tzw. płaszczowiny choczańskiej – grubych warstw siwych dolomitów i ciemnych wapieni triasowych, powszechnych w całym paśmie aż po Tatry Zachodnie (tu owe warstwy zostały po raz pierwszy sklasyfikowane i opisane i stąd ich nazwa). Stoki są tu strome, często skaliste, rozwinęła się na nich bogata rzeźba z licznymi ścianami skalnymi, turniami, głęboko wciętymi dolinkami, osuwiskami, gołoborzami itp. oraz nielicznymi, krótkimi jaskiniami.

## Przyroda ożywiona
Prawie cały masyw Chocza pokrywają lasy, w niższych położeniach bukowo-jodłowo-świerkowe, w wyższych świerkowe, w znacznej części o charakterze pierwotnym. Powyżej górnej granicy lasu, występującej tu na wysokości 1350–1420 m n.p.m., istnieje dobrze wykształcone piętro kosodrzewiny. Na niedostępnych turniach i półkach skalnych ujrzymy również reliktowe sosny. Kopuła szczytowa bezleśna, obfituje w bogatą florę wapieniolubną i alpejską (m.in. pierwiosnek łyszczak, goryczka krótkołodygowa, dębik ośmiopłatkowy).
Nagromadzenie interesujących zjawisk geomorfologicznych, bogata flora i fauna sprawiły, że w 1982 r. cały masyw objęto ochroną. Rezerwat przyrody Choč (słow. Štátna prírodná rezervácia Choč) obejmuje 1428 ha. Tereny te stanowią również „Specjalny obszar ochrony siedlisk” oraz „Obszar specjalnej ochrony ptaków”, stanowiące elementy sieci Natura 2000.

## Dzieje poznania
Dominujący między dolinami Orawy i Wagu masyw Chocza od dawna przyciągał uwagę zarówno uczonych, jak i turystów. Wielki Chocz wspomniał w swoim pomnikowym dziele pt. „Notitia Hungariae novae historico-geographica” (t. II, 1736) wybitny słowacko-węgierski uczony, polihistor Matej Bel (1684–1749). W całych Górach Choczańskich odnotował on jeszcze tylko 3 inne obiekty, w tym wspomnianą przełęcz Spuštiak w południowej części masywu.
W 1804 r. na Wielki Chocz wszedł wybitny węgierski botanik, Pál Kitaibel. Wycieczkę rozpoczął w Liptowskim Mikułaszu, z góry zszedł do Rużomberku. W sierpniu 1840 r. Orawę, Liptów i Spisz odwiedził król saski Fryderyk August II, podróżujący incognito jako hrabia von Hohenstein. „Król zwiedził Orawski Zamek, kąpielisko Łuczki i w następnym dniu wyszedł na Chocz. Po drodze obdarował młodego juhasa kilkoma cwancygierami. Gdy powracał z Chocza, oczekiwał go ojciec juhasa i wśród podziękowań odwzajemnił się dwoma oszczypkami”. Od Dolnego Kubina władcy towarzyszył w wyprawie na szczyt, jako znawca miejscowej przyrody, mineralog, botanik i entomolog z Bańskiej Bystrzycy, Christian A. Zipser. Zostawił on rękopiśmienny opis tej górskiej wyprawy, dzięki czemu znamy sporo jej szczegółów.
Jak świadczą zbiory mineralne, znajdujące się w zbiorach Muzeum Tatrzańskiego w Zakopanem, w lipcu 1878 r. na Choczu był również Tytus Chałubiński. Świetnym znawcą masywu Wielkiego Chocza, a zwłaszcza jego flory, był nauczyciel i botanik Ján Vávra (1864-1960) z położonej u jego stóp wsi Jasenová.

## Turystyka
Wielki Chocz jest dziś ulubionym celem wycieczek zarówno od strony Orawy, jak i Liptowa. Z wierzchołka góry roztacza się widok na większość gór Słowacji, w tym zwłaszcza na Tatry, Niżne Tatry oraz Wielką i Małą Fatrę.
Na szczyt Wielkiego Chocza prowadzi szereg znakowanych szlaków turystycznych:
 z Vyšnego Kubína 4 h, ok. 1100 m podejścia;
 z Jasenovej przez Bralo, 3 h 25 min, 1062 m podejścia;
 z Valaskiej Dubovej, od Pośredniej Polany , 2 h 15 min, ok. 950 m podejścia;
 z Rużomberku przez przełęcz Spuštiak, od Pośredniej Polany , 4 h 30 min, ok. 1150 m podejścia;
 z Rużomberku koło ruin zamku Likawa (Likava), od przełęczy Spuštiak , 5 h 30 min, ok. 1200 m podejścia;
 z Liskovej, od poziomicy 706 m , 4 h, ok. 1140 m podejścia;
 z Lúček, 4 h 15 min, ok. 1000 m podejścia.